# Camélas
Camélas (catalansk:Cameles) er en by og kommune i departementet Pyrénées-Orientales i Sydfrankrig.

## Geografi
Camélas ligger 23 km sydvest for Perpignan. Nærmeste byer er mod øst Thuir (8 km) og mod nord Corbère-les-Cabanes (7 km).

## Demografi

### Udvikling i folketal
| 1962                                                              | 1968 | 1975 | 1982 | 1990 | 1999 | 2007 | 2015 | 2017 |
| ----------------------------------------------------------------- | ---- | ---- | ---- | ---- | ---- | ---- | ---- | ---- |
| 313                                                               | 289  | 268  | 308  | 323  | 396  | 455  | 450  | 464  |
| Tal fra og med 1962 er uden dobbelttælling (sans doubles comptes) |      |      |      |      |      |      |      |      |